# Fabi Plancíades Fulgenci
Fabi Plancíades Fulgenci (en llatí: Fabius Planciades Fulgentius) va ser un gramàtic i mitògraf en llengua llatina de data incerta però no anterior al segle vi.
El seu estil bàrbar i rude el fan probablement d'origen africà, però no ha de ser confós de cap manera amb el bisbe Fulgenci de Ruspe (vers 468-533) o amb el seu deixeble Fulgenci Ferran.
A Fulgengi hom li atribueix tres obres, que indubtablement van sortir de la mateixa mà:
- Mythologiarum Libri III ad Catum Presbyterum. Una col·lecció de relats sobre temes mitològics, que encara que cita autors avui desconeguts o perduts, intenta racionalitzar les llegendes de forma extravagant i confon o no entén les etimologies de les paraules gregues.
- Expositio Sermonum Antiquorum cum Testimoniis ad Chalcidicum Grammaticum. Un glossari de paraules i frases obsoletes, molt curt i gairebé inútil, ja que parla d'antics autors que mai van ser anomenats per ningú, i les cites que recull són probablement fabricacions insolents de l'autor.
- Liber de Expositione Virgilianae Continentiae ad Chalcidicum Grammaticum. Un llibre que pretén donar una explicació dels temes esotèrics i al·legòrics que usa Virgili en els seus poemes. Es considera una obra absurda.